# SummerSlam (1990)
SummerSlam (1990) — третье в истории шоу SummerSlam, PPV-шоу производства World Wrestling Federation (WWF, ныне WWE). Шоу прошло 27 августа 190 года на арене «Спектрум» в Филадельфии, Пенсильвания, США.
Шоу состояло из десяти телевизионных матчей, включая два главных события. Последний воин успешно защитил титул чемпиона мира WWF в тяжелом весе против Рика Руда в матче в стальной клетке, а Халк Хоган победил Землетрясение по отсчёту.

## Результаты
| №                                                          | Результаты                                                                                           | Условия                                                          | Время |
| ---------------------------------------------------------- | --- | ---------------------------------------------------------------- | ----- |
| 1D                                                         | Шейн Дуглас победил Бадди Роуза                                                                      | Одиночный матч                                                   | —     |
| 2                                                          | «Сила и слава» (Пол Рома и Геркулес) (со Сликом) победили «Рокеров» (Шон Майклз и Марти Джаннетти)   | Командный матч                                                   | 6:00  |
| 3                                                          | Техасский Торнадо победил Мистера Совершенство (c) (с Бобби Хинаном)                                 | Одиночный матч за титул интерконтинентального чемпиона WWF       | 5:15  |
| 4                                                          | Королева Шерри победила Сапфир                                                                       | Одиночный матч                                                   | —     |
| 5                                                          | Варлорд (со Сликом) победил Тито Сантану                                                             | Одиночный матч                                                   | 5:28  |
| 6                                                          | «Основание Хартов» (Брет Харт и Джим Нейдхарт) победили «Разрушение» (Смэш и Краш) (c) со счётом 2-1 | Командный матч «две победы из трёх» за командное чемпионство WWF | 14:24 |
| 7                                                          | Джейк Робертс победил Бэд Ньюс Брауна по дисквалификации                                             | Одиночный матч, специальный рефери — Биг Босс Мен                | 4:44  |
| 8                                                          | Джим Дагган и Николай Волков победили «Восточный экспресс» (Сато и Танака) (с Мистером Фудзи)        | Командный матч                                                   | 3:22  |
| 9                                                          | Рэнди Сэвидж (с Королевой Шерри) победил Дасти Роудса                                                | Одиночный матч                                                   | 2:15  |
| 10                                                         | Халк Хоган (с Биг Босс Меном) победил Землетрясение (с Джимми Хартом и Дино Браво)                   | Одиночный матч                                                   | 13:16 |
| 11                                                         | Последний воин (c) победил Рика Руда (с Бобби Хинаном)                                               | Матч в стальной клетке за титул чемпиона WWF                     | 10:05 |
| - (ч) – чемпион на начало матча - D – означает тёмный матч | |                                                                  |       |